# パチャマンカ

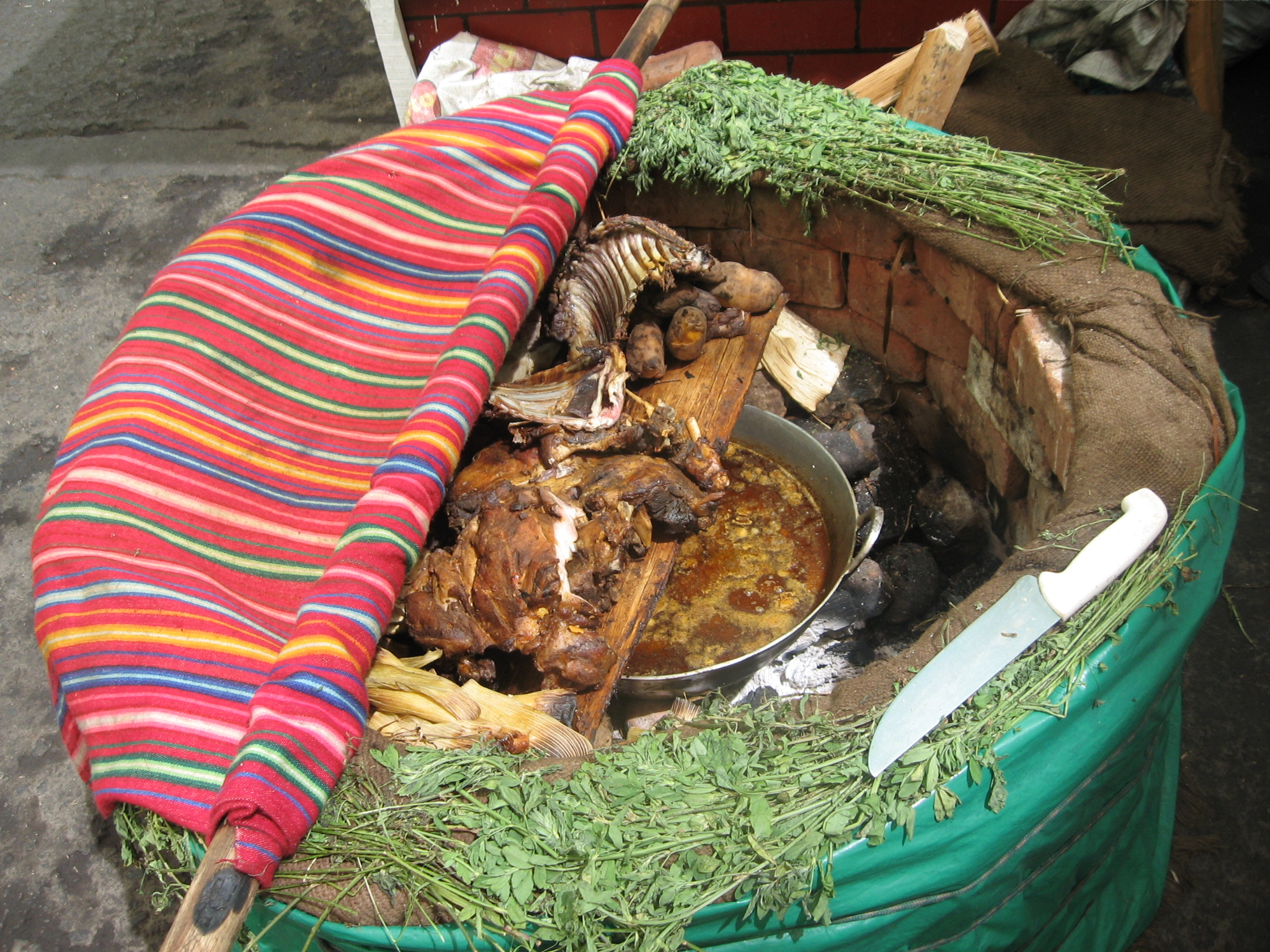
パチャマンカ

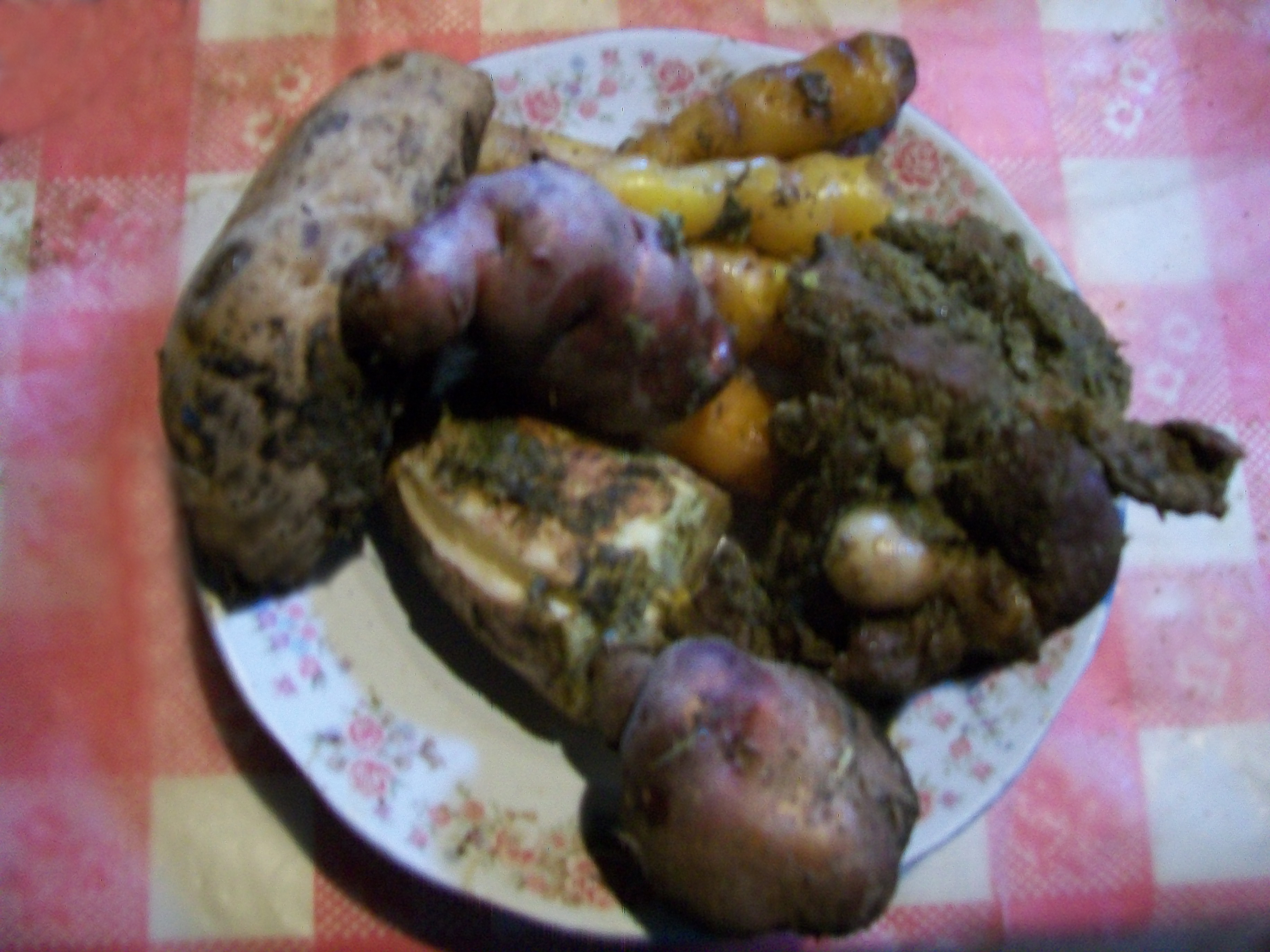
パチャマンカで調理された肉やイモ類

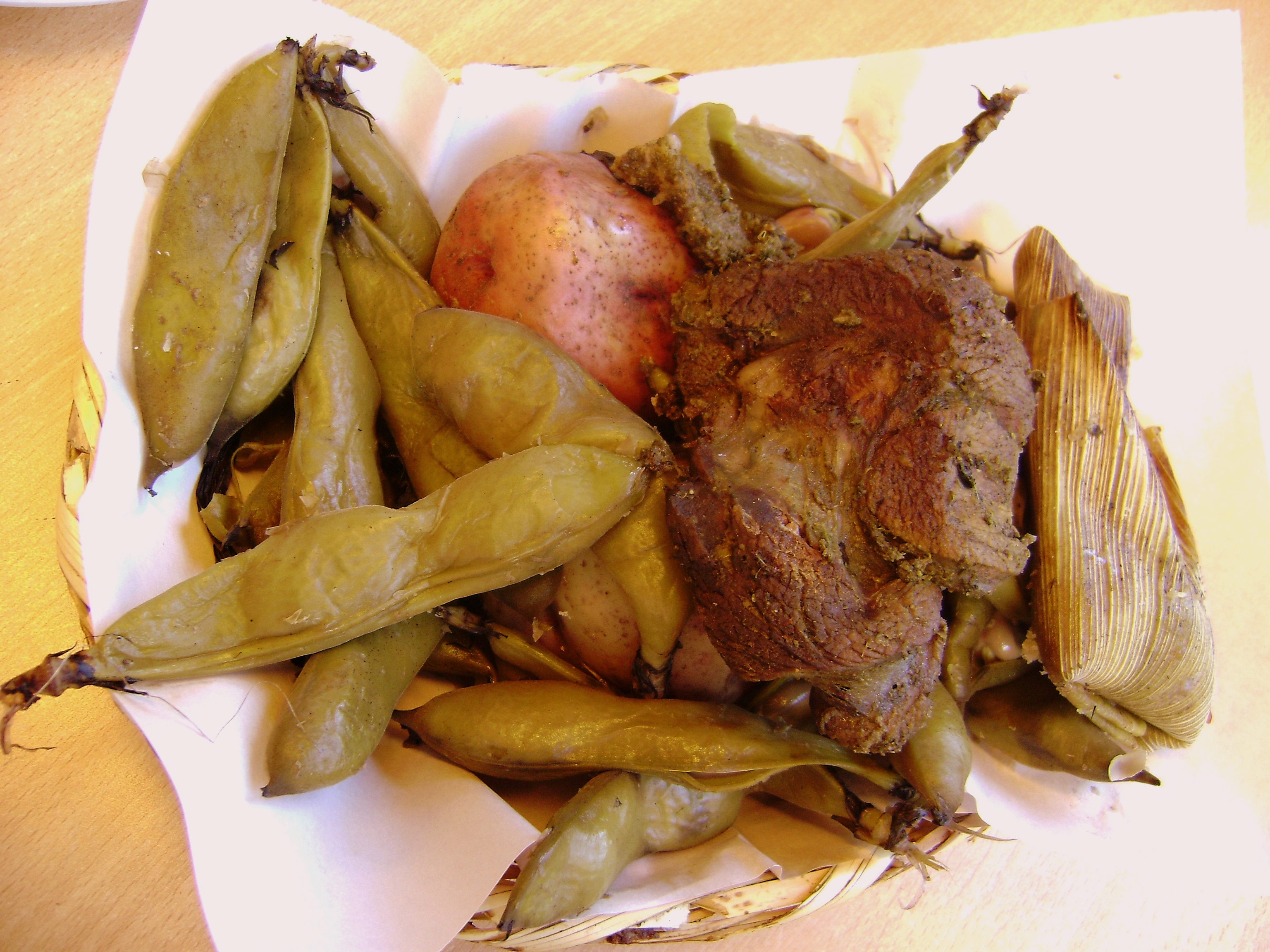
牛肉

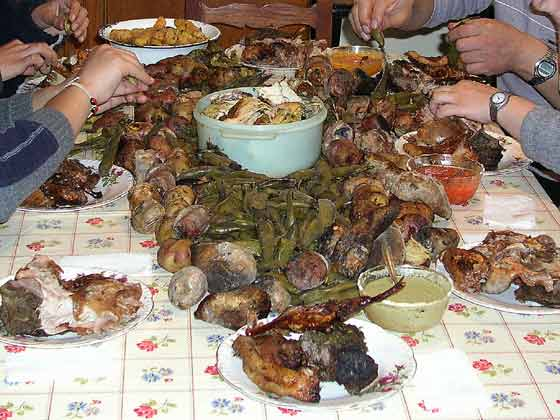
パチャマンカで調理された食材での、パーティーの用意

パチャマンカ（Pachamanca）とは、南米のペルーとボリビアにおける伝統的な調理法の一つで、肉や根菜などの食材を焼け石とともに土中に埋めて蒸し上げるアースオーブンの一種である。

## 概要
「パチャマンカ」の語は、ケチュア語やアイマラ語で大地を意味する「パチャ」と鍋を意味する「マンカ」に由来する。文字通り、大地そのものを鍋とする調理法で、インカ帝国の時代から食されていた。大量の食材を一度に調理でき、さらに調理に多くの人手を要するため、ハレの日の祝宴として催される場合が多い。
かつてはクイ（モルモット）、アルパカ、ジャガイモ、ユカ（キャッサバ）、トウモロコシや魚介類など南米土着の食素材のみが調理されていたが、コロンブスの新大陸到達以後は牛肉、豚肉、鶏肉なども素材に加わり、現在でも広く親しまれている。この調理法は、食材が灰や土で汚れぬよう、あらかじめバナナや椰子などの葉で包む必要がある。そのため、パチャマンカは大型の葉をつける植物が生育しない地域ではマイナーな調理法と言える。
なお、アンデス山脈の高原地帯にあたる都市・アヤクーチョやウアンカベリカでは芝土で築いた竈の中でイモを蒸し上げるワテアという調理法が、北方のエクアドルとの国境に近いピウラの町にはコプス、南部のチリにはクラントという石蒸し調理がそれぞれ存在する。

## 作り方
まず大きな火を起こし、手ごろな大きさの石を充分に焼いて熱する。石は熱に強いものが好まれる。割れやすいものや、硫黄分を含んだものはパチャマンカ用には使えない。石を焼く一方、地面に広くて浅い穴を掘る。この間に肉を手ごろな大きさに刻んで下味をつけ、バナナなど大きな葉で一つ一つ丁寧に包む。
熱された石を穴の中に入れる。この焼け石の上に、肉や野菜の包みを置き、上からまた焼け石で覆う。さらに全体に土をかぶせ、1、2時間ほど放置する。この待ち時間の間、招待客はビールやチチャを飲み、会話に興じる。充分な時間が経過したところで土中から掘り出し、ウチュクタ（トウガラシ、岩塩、香草などを混合したソース）を添えて味わう。

### 材料
- 肉類
  - 牛肉
  - 豚肉
  - 羊肉
  - 鶏肉
  - クイ（モルモット）
  - アルパカ
- 野菜類
  - ジャガイモ
  - サツマイモ
  - キャッサバ
  - ソラマメ
  - トウモロコシ
  - オカ
  - プランテンバナナ
- 総菜類
  - チーズ
  - ウミータ（トウモロコシ粉の蒸し団子）
- 調味料
  - 岩塩
  - コリアンダー
  - トウガラシ
  - ワカタイ（キク科の植物）

### 地域性[1]
ペルーの国土は海岸から高原地帯、さらに熱帯雨林と様々な自然環境が存在し、地域別に食素材の差異がある。そのため、パチャマンカのレパートリーも豊富である。
- フニン県（Junín）
  - 肉類: モルモット、アルパカ、子豚、子羊
  - 野菜類: ジャガイモ、豆、トウモロコシ、オカ（根菜の一種）、サツマイモ
  - 調味料: 塩、トウガラシ、キク科の香草
  - 事前に用意される料理: 甘いウミータ（トウモロコシ粉の蒸し団子）
  - 薬味: トウガラシとチーズソース
- クスコ県（Cusco）
  - 肉類: 豚肉、羊肉
  - 野菜類: ジャガイモ、ウミータ
  - 調味料: 塩、キク科の香草
- アヤクーチョ県（Ayacucho）
  - 肉類: 豚肉
  - 野菜類: ジャガイモ、豆、オカ
  - 調味料: 塩、トウガラシ、胡椒、クミン、ペッパーミント
  - 総菜: タマル（トウモロコシの蒸し団子）、チーズ
  - 薬味: トウガラシとチーズのソース、 カンチャ・セラーナ（煎りトウモロコシ）
- ワヌコ県（Huánuco）
  - 肉類: 羊肉
  - 野菜類: 料理用バナナ、ユカ、ジャガイモ
  - 調味料: キク科の香草
  - 総菜: タマル
  - 薬味: トウガラシソースと玉葱
- ラ・リベルタ県（La Libertad)
  - 肉類: 羊肉
  - 野菜類: 料理用バナナ、ジャガイモ
  - 総菜: ウミータ
  - 調味料: 塩、トウガラシ、チチャ（アンデス地方の酒）、ニンニク
- アンカシュ県（Ancash）
  - 肉類: 豚肉、鶏肉
  - 野菜類: ジャガイモ、サツマイモ
  - 調味料: トウガラシ、ニンニク、ピーマン、香草
  - 総菜: タマル
- リマ県（Lima) 
  - 肉類: 豚肉
  - 野菜類: ジャガイモ、サツマイモ
  - 調味料: 酢、香草、塩、トウガラシ、ニンニク
  - 薬味: サルサ・クレオール